# Ali Neffati
Ali Neffati (* 22. Januar 1895 in Tunis; † 19. April 1974 in Paris) war ein tunesischer Radrennfahrer. Er war der erste Radsportler aus Afrika, der bei der Tour de France startete.
Ali Neffati war Berufsfahrer von 1913 bis 1930; in dieser Zeit fuhr er nur in zwei Jahren für Teams. Seine sportliche Karriere begann in seinem Heimatland, wo er 1913 zweifacher tunesischer Meister auf der Bahn in der Einerverfolgung und im Sprint wurde. Im Jahr darauf errang er den nationalen Titel im Steherrennen.
Der französische Radrennfahrer Henri Pélissier holte Neffati nach Frankreich. Dort startete er 1913 (mit 18 Jahren als jüngster Teilnehmer) und 1914 zweimal bei der Tour de France, erreichte aber beide Male nicht das Ziel. 1913 hatten sich in Paris sesshafte tunesische Sportler zusammengetan und eine Gala für Neffati organisiert, um für ihn Geld zu sammeln, damit er an der Tour teilnehmen und sich die geeignete Ausrüstung kaufen konnte. 1914 wurde er von einem Wagen der Organisation angefahren und musste in der achten Etappe aufgeben.
Bei der Tour trug Neffati, wie häufig bei Straßenrennen in Frankreich, einen Fes. Als der Tour-Organisator Henri Desgrange dies sah, fuhr er in seinem Auto neben ihm her und fragte ihn, ob alles in Ordnung sei, und Neffati antwortete: „Oh, Monsieur Desgrange, ich friere.“ Desgrande soll sich nicht sicher gewesen sein, ob dies als Scherz gemeint war.
1919 gewann Ali Neffati den Circuit du Midi sowie eine Etappe der Volta Ciclista Provincia Tarragona, bei der er auch den zweiten Platz in der Gesamtwertung belegte. Zudem startete er beim Circuit des Champs de Bataille, einem strapaziösen Radrennen entlang der Schlachtfelder des Ersten Weltkrieges. 1925 wurde er gemeinsam mit dem italienischen Amateur-Straßenmeister von 1911, Giuseppe Azzini, Fünfter beim Sechstagerennen in New York. Außerdem wurde er 1925 französischer Vize-Meister im Steherrennen, hinter dem Steher-Weltmeister von 1920, Georges Sérès.
Nach Beendigung seiner Radsportlaufbahn blieb Neffati in Paris, wo er einige Zeit gegenüber dem Vélodrome d’Hiver wohnte, und war als Chauffeur und Fahrerbetreuer für die Zeitungen L’Auto und später für L’Équipe tätig. Er heiratete eine Pianistin von adliger polnischer Herkunft; die gemeinsame Tochter wurde Balletttänzerin an der Pariser Oper. Er starb 1974 in Paris nach einem Unfall mit einer Straßenbahn.

## Erfolge
1913
- Tunesischer Meister – Sprint, Einerverfolgung

1914
- Tunesischer Meister – Steherrennen

1919
- Gesamtwertung und eine Etappe Circuit du Midi
- eine Etappe Volta Ciclista Provincia Tarragona

## Teams
- 1919 I.V.E.-Soly
- 1922 Bianchi-Laborda